# Nicolás Larraín
Nicolás Enrique Larraín de Toro (Santiago, 19 de mayo de 1965) es un presentador de televisión, locutor de radio, músico y empresario chileno. 
Es conocido por ser parte del grupo musical-humorístico Fresco y Natural Después del Postre; y por animar los programas Chile Tuday, la polémica versión chilena de Caiga quien caiga, Nico Late Show y Not News.

## Biografía
Es hijo del recordado Fernando Larraín Munita (conocido como el «mago Larraín» o el «mago Helmut») y de Sonia de Toro Serrano, y hermano del actor Fernando Larraín. Además es primo del comentarista deportivo Juan Cristóbal Guarello. Nicolás es descendiente directo de Mateo de Toro y Zambrano y de los presidentes de la República Francisco Antonio Pinto y Manuel Bulnes.
Estudió en el Colegio de los Sagrados Corazones de Manquehue, desde donde egresó adelantado en 1982. Posteriormente estudió técnico en publicidad (titulado en 1985) y comunicación social (1985-1986), ambas en la Escuela de Comunicación Mónica Herrera.
En el ámbito laboral se desempeñó en varias empresas: la alemana Beiersdorf, donde trabajó en las áreas de cintas adhesivas (1984) y en el marketing de la marca Nivea; en Hush Puppies, donde fue vendedor y product manager (1987-1989); Maquinex, donde fue nombrado gerente general (1990-1994); y la agencia de publicidad ADN-Young & Rubicam, donde fue socio y gerente general (1996).
También ha iniciado sus propios emprendimientos —como la empresa de maquinarias Leis (1995-1996) y su filial en Buenos Aires, Argentina; y el restaurante Voy y Vuelvo (2008-2010)— y ha tenido franquicias de Esso (1996-2001) y Lomitón (2001-2009).

## Carrera mediática
Aunque formó parte del grupo humorístico y musical Fresco y Natural después del Postre, en donde grabó su primer y único casset ¡Por fin en Chile!, su consolidación como presentador ocurrió en el programa Chile Tuday (1999-2001) de Megavisión, junto a su hermano Fernando y a Felipe Izquierdo, donde trataban temas políticos y cotidianos humorísticamente.
Tras el fin de Chile Tuday, la productora argentina Cuatro Cabezas lo contrató para animar la siempre polémica y controversial versión chilena del programa Caiga quien caiga, en una primera instancia con Pablo Mackenna y Felipe Bianchi. Paralelamente fue gerente comercial y country manager de la productora Eyeworks.

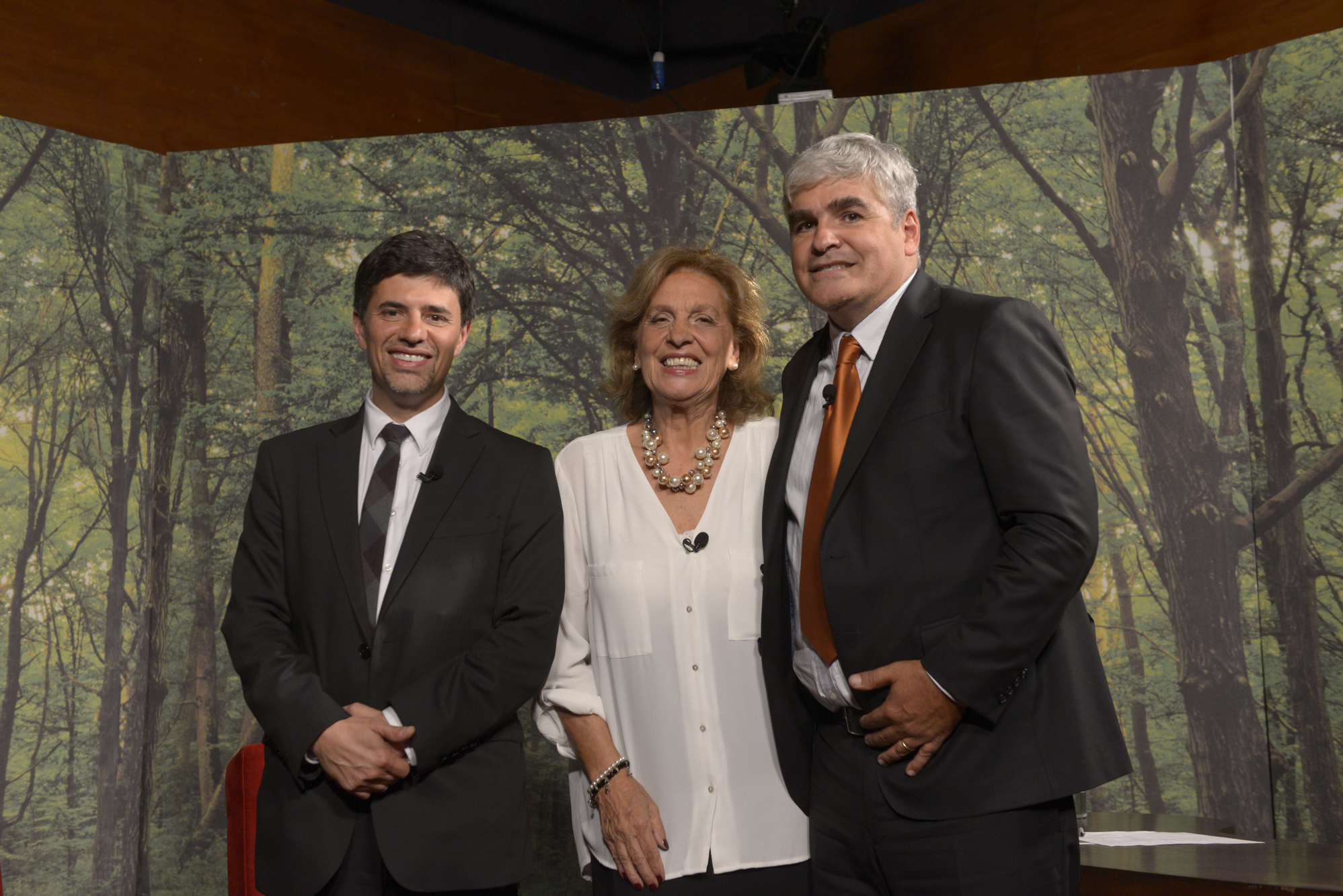
Larraín (a la derecha) en su programa de televisión Nico Late Prime en 2016.

Tras el fin de este controversial programa, Nicolás no se rindió y un año después, se estrenó su docu-reality Encierren a Nicolás en 13C, en donde mostró su vida diaria en tono humorístico y anecdótico, tuvo dos temporadas. En 2014 participó como juez en el programa Apuesto por ti de TVN y en marzo de ese año inició su programa llamado Nico Late Show en el canal Vive!, que duró hasta julio de 2016.
Desde marzo de 2004 hasta marzo de 2018 condujo el programa ¡Liberen a Nicolás! en FM Tiempo, transmitido de lunes a viernes desde las 8 a las 10 de la mañana. Dicho programa, contó con la participación en sus inicios de su primo Juan Cristóbal Guarello, de sus hermanos Fernando y Pablo, además de su madre Sonia de Toro.
El 12 de diciembre de 2016 anunció una precandidatura para la elección presidencial de 2017, sumándose a la primaria del partido Todos. Sin embargo, el 19 de junio de 2017 anunció que bajaba su precandidatura para integrarse a la candidatura de Felipe Kast.
Durante 2018, debutó como standupero con su presentación stand up comedy llamado Mi boca me traiciona, en donde cuenta su historia de vida y de sus fallidas y exitosas experiencias, con este espectáculo, recorrió por distintas ciudades de su natal Chile.
En 2021 protagonizó el programa de conversación "Los conductores" en la estación de televisión por suscripción Vía X, junto a sus amigos y excompañeros de CQC Felipe Bianchi y Pablo Mackenna. Tras la abrupta cancelación de dicho espacio, los tres volvieron a reunirse en el programa "Larraín, Bianchi y Mackenna Ahogados", transmitido en línea a través de la plataforma YouTube. 
Actualmente, es parte de los presentadores del canal Vía X, allí conduce el programa de debate político y humor absurdo Not News. 

## Filmografía

### Televisión
| Año           | Programa                 | Rol       | Canal |
| ------------- | ------------------------ | --------- | ----- |
| 1999          | Buenos días a todos      | Panelista | TVN   |
| 1999-2001     | Chile Tuday              | Conductor | Mega  |
| 2002-2011     | CQC                      | Conductor | Mega  |
| 2011          | CQC Late                 | Conductor | Mega  |
| 2012          | Encierren a Nicolás      | Él mismo  | 13C   |
| 2014          | Apuesto por ti           | Juez      | TVN   |
| 2014-2016     | Nico Late Show           | Conductor | Vive! |
| 2017          | Candidato, llegó tu hora | Panelista | TVN   |
| 2023-presente | Not News                 | Conductor | Via X |

### Radio
| Año           | Programa                                | Rol       | Emisora            |
| ------------- | --------------------------------------- | --------- | ------------------ |
| 1995-1998     | A todos nos pasa lo mismo               | Conductor | Duna FM            |
| 2000-2003     | Lo que el viento no se alcanzó a llevar | Conductor | Radio Infinita     |
| 2004-2018     | Liberen a Nicolás!                      | Conductor | FM Tiempo          |
| 2014-2018     | Innovación Infinita                     | Conductor | Radio Infinita     |
| 2018          | Ni uno afuera                           | Conductor | Niu Radio          |
| 2018          | Tiempo de cambio                        | Conductor | FM Tiempo          |
| 2018-2019     | El día del Nico                         | Conductor | Big Radio          |
| 2019-presente | Uno más Uno, Tres                       | Conductor | El Conquistador FM |
| 2019-presente | Liberen a Nicolas de una hora           | Conductor | YouTube            |

## Discografía
Con Fresco y Natural después del Postre
- ¡Por fin en Chile! (1992)